# Universitetet (tunnelbanestation)
Universitetet är en tunnelbanestation i stadsdelen Norra Djurgården i Stockholms kommun. Stationen trafikeras av linje 14 mot Mörby centrum, och används av cirka 10 000 personer under en vanlig vardag. Stationen togs i bruk 12 januari 1975. Avståndet till station Slussen är 5,7 kilometer.

## Bakgrund
Stationen betjänar och är uppkallad efter Stockholms universitet i Frescatiområdet. I området finns också Kungliga Vetenskapsakademien och Naturhistoriska riksmuseet. Stationen ligger på röda linjen mellan stationerna Tekniska högskolan och Bergshamra, cirka 5 kilometer och 8 minuter från T-Centralen. 
Stationen är byggd i bergrum cirka 25 meter under marken. Ingång finns i södra änden, från parken nordväst om Allhuset. I norra änden av tunneln finns en andra halvfärdig ned- och uppgång direkt i anslutning till Naturhistoriska riksmuseet. Entrén färdigställdes aldrig, och har sedan dess enbart fungerat som nödutgång. Enligt SL så krävs det fler resenärer till och från stationen för att det bli samhällsekonomiskt lönsamt att färdigställa ingången till en andra uppgång.
Stationen har sedan 1997 konstnärlig utsmyckning med temat FN:s deklaration om de mänskliga rättigheterna på keramiska plattor, samt Linnés resor, av konstnären Françoise Schein. 
Stationen renoverades 1996-1997. Plattformen kapades då i norra änden med 24 meter. Ursprungliga länden var 180 meter. 
Universitetets tunnelbanestation är den 10:e djupast belägna på hela tunnelbanenätet, och är belägen 9,5 meter under havet. 
Universitetet är också en av Roslagsbanans stationer (se Universitetets station). Den flyttade stationen som öppnades för trafik den 7 januari 2010 ligger, till skillnad mot den tidigare (som las ner den 14 juni 2009), i anslutning till tunnelbanestationen.

## Stationsbyggnad (Arkitektur)
År 1975 stod Universitetets stationsbyggnad färdig. Arkitekten David Helldén hade fått i uppdrag av Storstockholms Lokaltrafik att rita tunnelbanestationens entrébyggnad. För att hålla sikten från centralfältet mot Vetenskapsakademien och Brunnsviken fri hade Helldén grävt ner stationsentrén, som fått formen av en liten bastion med grästak och skyttevärn i rå betong. Sedan några år tillbaka är byggnaden inklädd i tegel. Tunnelbanestationens entrébyggnad var det sista hus i Frescati som uppfördes efter David Helldéns ritningar.

## Bilder

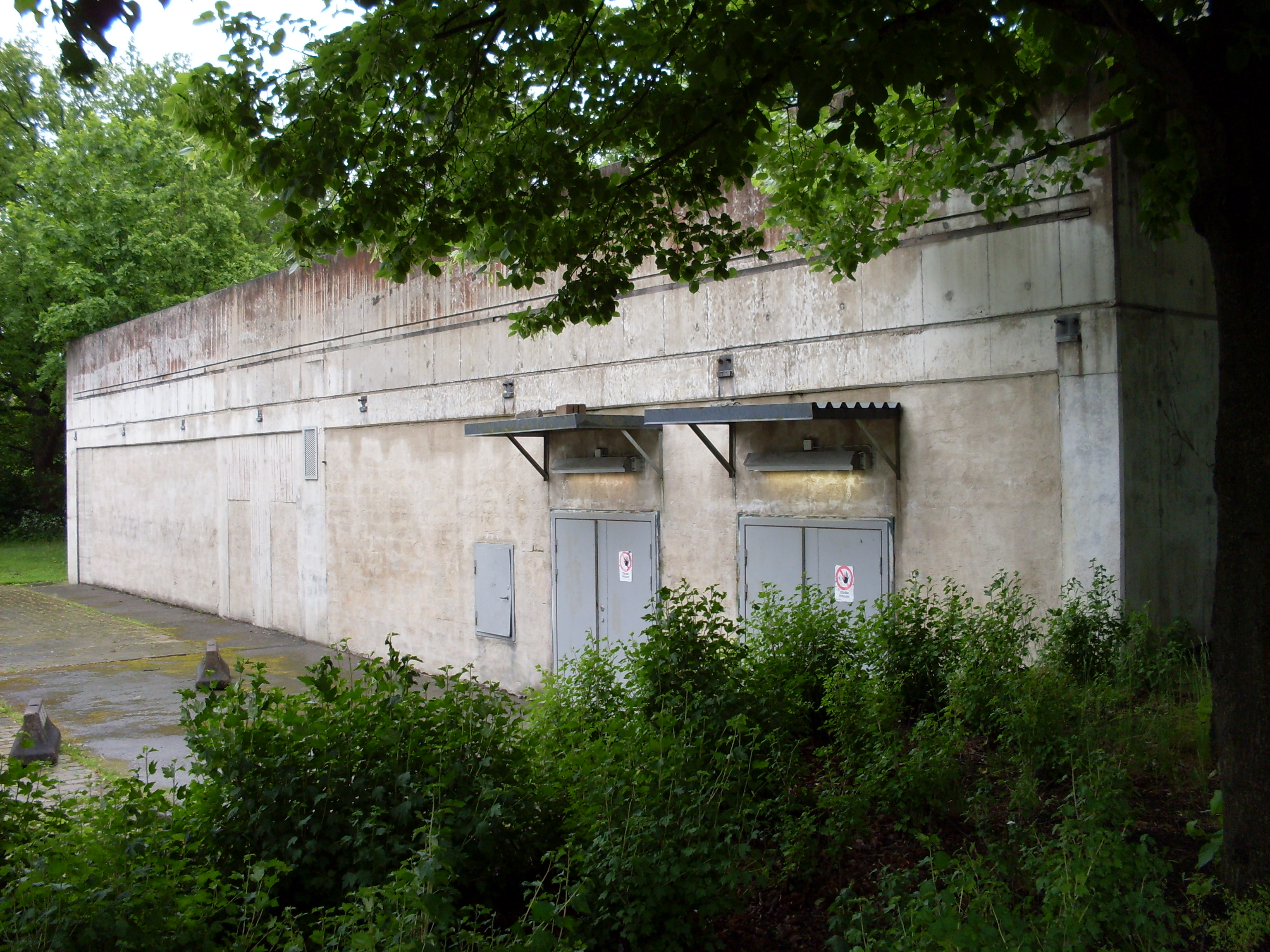
Den norra aldrig öppnade ingången.
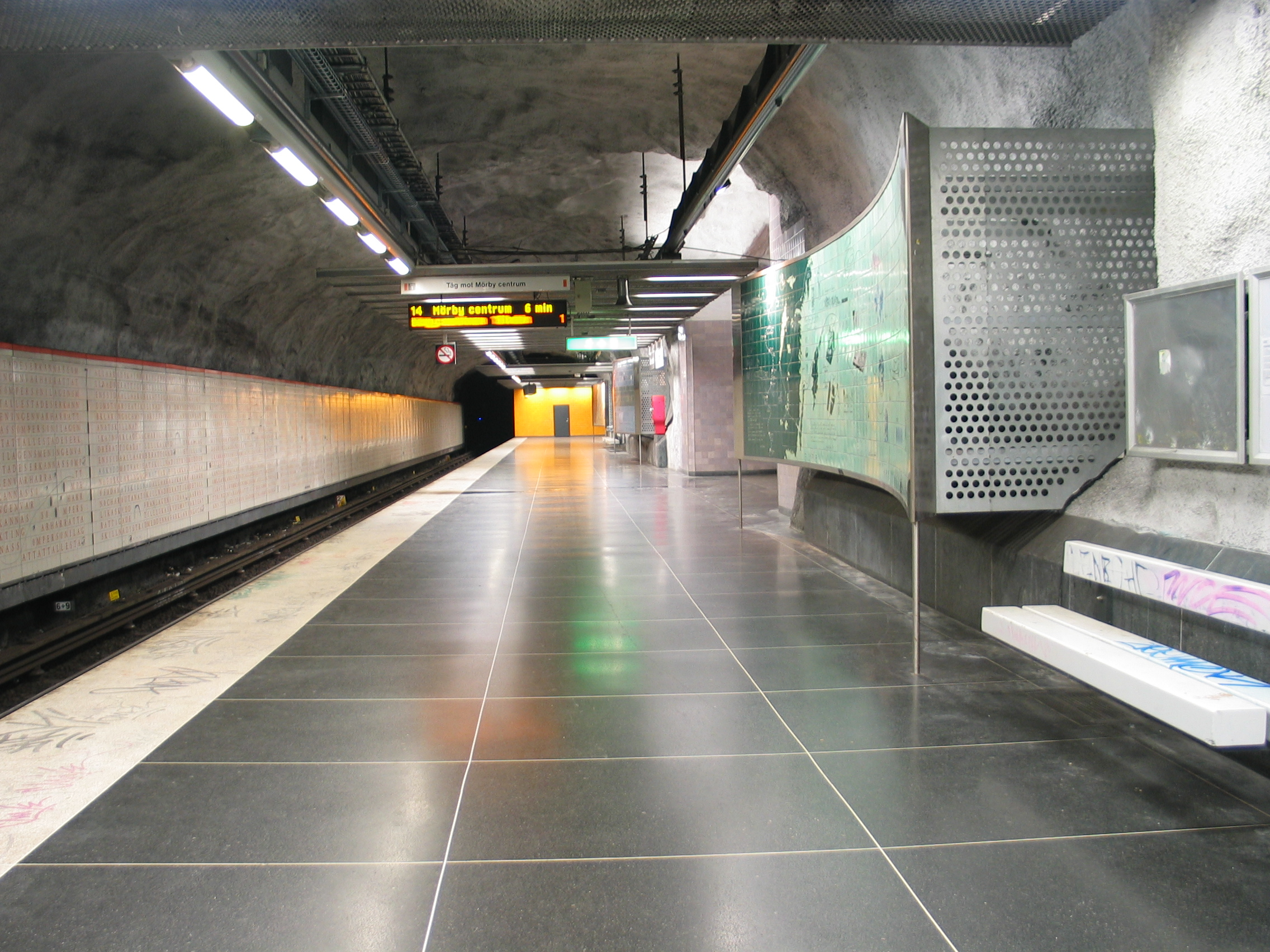
Perrongen.
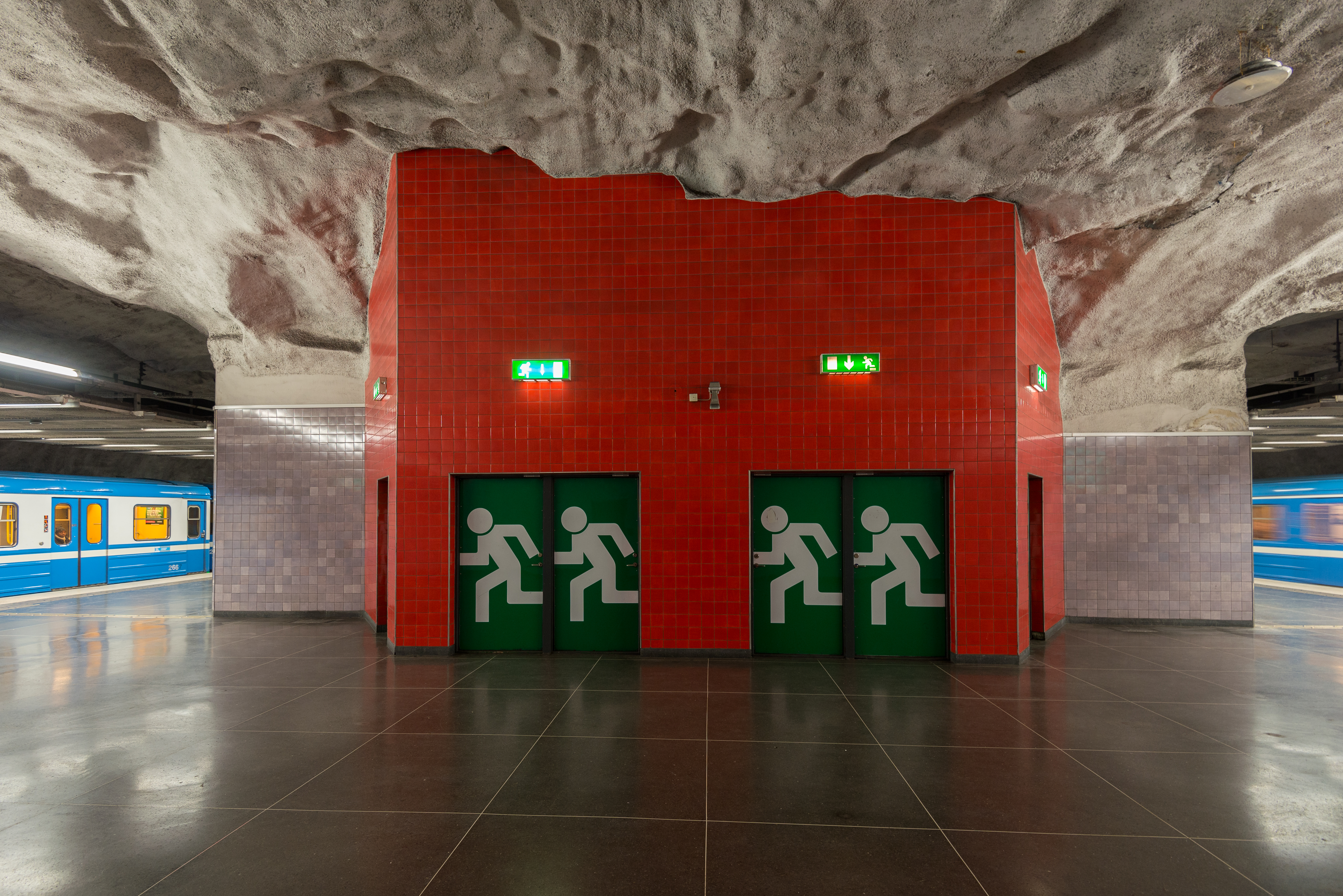
Nödutgång på stationen.
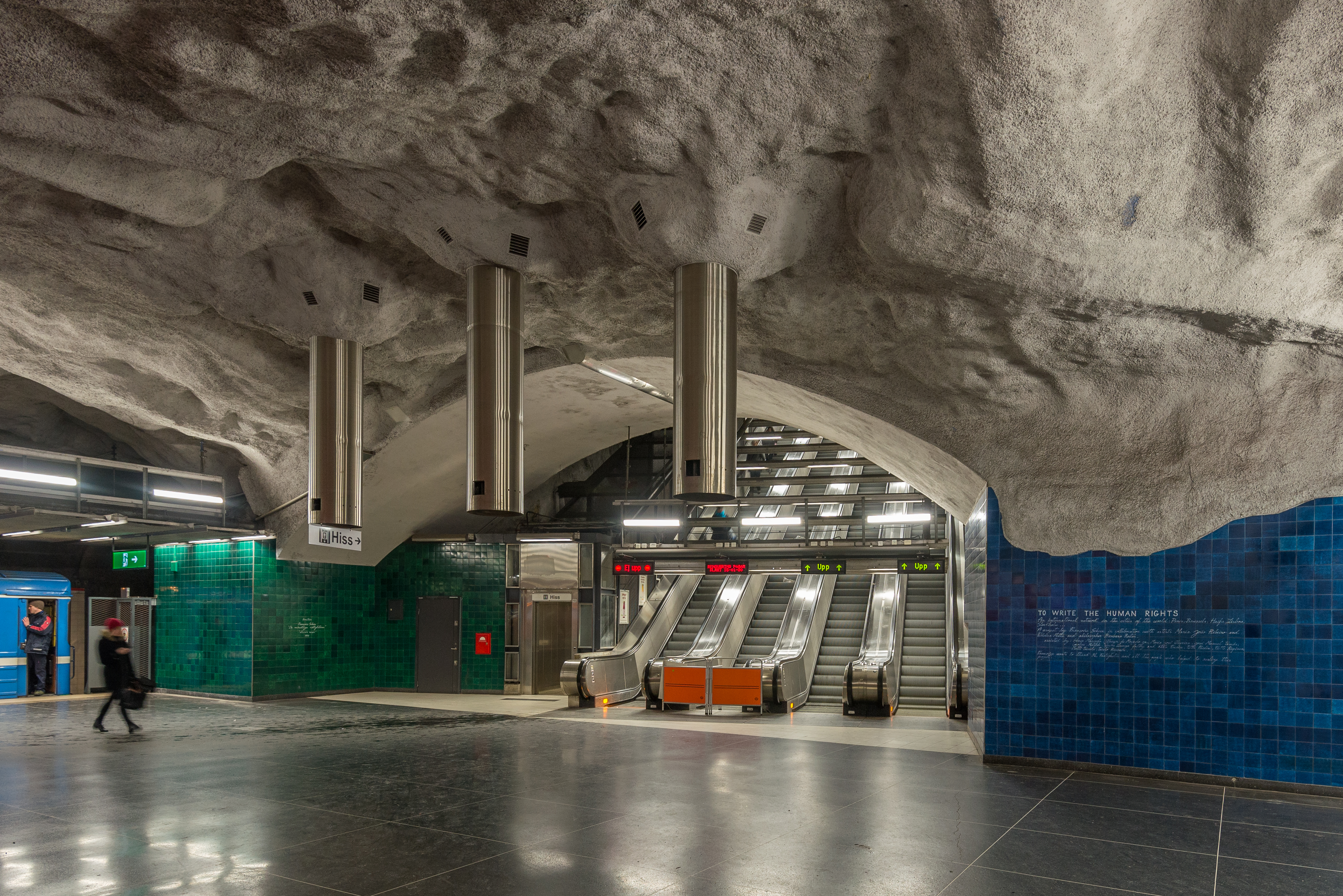
Utgång från perrongen.